# Imadeddine Azzi
Imadeddine Azzi (en arabe : عماد الدين عزي), est un footballeur algérien né le 21 juin 1998 à Ouargla en Algérie. Il évolue au poste de Défenseur central au  Dinamo Makhatchkala.

## Statistiques

### En club
| Saison                | Club                  | Championnat           | Championnat | Championnat | Championnat | Coupe(s) nationale(s) | Coupe(s) nationale(s) | Coupe(s) nationale(s) | Compétition(s) continentale(s) | Compétition(s) continentale(s) | Compétition(s) continentale(s) | Compétition(s) continentale(s) | Total | Total | Total |
| Saison                | Club                  | Division              | M.          | B.          | P.d.        | M.                    | B.                    | P.d.                  | Comp.                          | M.                             | B.                             | P.d.                           | M.    | B.    | P.d.  |
| 2017-2018             | MC Alger              | Ligue 1               | 0           | 0           | 0           | -                     | -                     | -                     | -                              | -                              | -                              | -                              | 0     | 0     | 0     |
| 2018-2019             | NA Hussein Dey        | Ligue 1               | 2           | 0           | 0           | 2                     | 0                     | 0                     | CAF2                           | 5                              | 0                              | 0                              | 9     | 0     | 0     |
| 2019-2020             | NA Hussein Dey        | Ligue 1               | 15          | 1           | 0           | 2                     | 0                     | 0                     | -                              | -                              | -                              | -                              | 17    | 1     | 0     |
| 2020-2021             | NA Hussein Dey        | Ligue 1               | 27          | 0           | 1           | 2                     | 0                     | 0                     | -                              | -                              | -                              | -                              | 29    | 0     | 1     |
| Sous-total            | Sous-total            | Sous-total            | 44          | 1           | 2           | 6                     | 0                     | 0                     | -                              | 5                              | 0                              | 0                              | 55    | 1     | 2     |
| 2024-2025             | USM Alger (prêt)      | Ligue 1               | 19          | 1           | 1           | 3                     | 0                     | 0                     | CAF2                           | 4                              | 0                              | 0                              | 26    | 1     | 1     |
| 2025-2026             | Dinamo Makhatchkala   | Premier-Liga          | -           | -           | -           | -                     | -                     | -                     | -                              | -                              | -                              | -                              | 0     | 0     | 0     |
| Total sur la carrière | Total sur la carrière | Total sur la carrière | 63          | 2           | 2           | 9                     | 0                     | 0                     | -                              | 9                              | 0                              | 0                              | 81    | 2     | 2     |

## Palmarès

### Palmarès en club
| Kazma SC (1) |
| --- |
| - Kuwaiti Premier League : - Vice-champion : 2023 - Amir Cup (1) : - Vainqueur : 2022 - Finaliste : 2023 - Supercoupe : - Finaliste : 2024 |